# Wuerhosaurus
A Wuerhosaurus a stegosaurida dinoszauruszok egyik neme, amely a kora kréta időszakban élt a mai Kína területén. Mivel a csoport többi tagja kihalt a késő jura időszak során, ez a legutolsó ismert stegosaurus.
A valószínűleg széles törzsű állat nagyjából 7 méter hosszú és 4 tonna tömegű volt, de csak néhány elszórt csontja került elő, ami megnehezíti a teljes rekonstrukció elkészítését. A hátán levő lemezei kerekebbek voltak a többi stegosauridáénál.

## Felfedezés és fajok

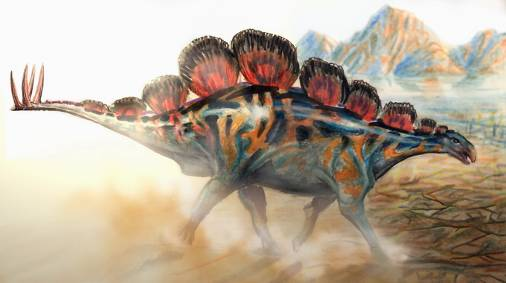
A Wuerhosaurus rekonstrukciója

A nyugat kínai Xinjiangban (Hszincsiangpan) levő Tugulu Csoportból származó Wuerhosaurus homheni a típusfaj, melyről Dong Zhiming (Tung Cse-ming) készített leírást 1973-ban. A maradványaihoz tartozik egy koponya nélküli töredékes csontváz és egy második példány farkának néhány csontja. Zhiming 1993-ban egy második, W. ordosensis nevű kisebb fajról is leírást készített, melyre a belső-mongóliai Ejinhoro Formációban levő Ordos medencében bukkantak rá,

### Elterjedés
W. homheni
- Tugulu Csoport

W. ordosensis
- Ejinhoro Formáció

## Ősbiológia
Feje a talajhoz közelebb helyezkedett el, mint a többi stegosauridáé; a tudósok úgy gondolják, hogy ez az adaptáció lehetővé tette az alacsonyan növő növényzettel való táplálkozást. A Stegosaurusszal szemben a Wuerhosaurusnak rövidebb, kerekebb lemezei voltak, melyek rendeltetése vitatott. A csoport többi tagjához hasonlóan a Wuerhosaurus farka végén is négy tüske helyezkedett el, amiket az állat nagy valószínűséggel védekezésre használt.

## Fordítás
- Ez a szócikk részben vagy egészben a Wuerhosaurus című angol Wikipédia-szócikk ezen változatának fordításán alapul.  Az eredeti cikk szerkesztőit annak laptörténete sorolja fel. Ez a jelzés csupán a megfogalmazás eredetét és a szerzői jogokat jelzi, nem szolgál a cikkben szereplő információk forrásmegjelöléseként.